# 天野裕正
天野 裕正（あまの ひろまさ、1951年9月26日 - ）は、日本の実業家。鹿島建設代表取締役社長。

## 来歴
神奈川県出身。開成高等学校を経て、1975年3月に早稲田大学理工学部建築学科を卒業。1977年3月、早稲田大学大学院（建設工学）を修了し、同年4月に鹿島建設に入社。同社横浜支店に配属。入社以来、一貫して建築関連の仕事を担当し、アクトシティ浜松などの大型案件を担当した。2009年同社執行役員、2013年常務執行役員、2014年専務執行役員、2017年副社長執行役員を経て、2021年6月より現職。
好きな作家は藤沢周平、司馬遼太郎。